# Ermo (entreprise)
Pour la ville brésilienne de l'État de Santa Catarina, voir Ermo.
Ermo est une entreprise spécialisé dans la conception et la réalisation de moules à injection multi-empreintes pour l’industrie plastique. Le groupe couvre différents marchés : alimentaire, médical, cosmétique, bouchons et est mondialement présent, réalisant plus de 70 % de son chiffre d’affaires à l’export.
C'est une filiale du groupe Italien Inglass depuis 2014.

## Historique
Le groupe a été créé en 1979 par Jean-Yves Pichereau, il s’installe alors dans un petit local de Marcillé avec deux collaborateurs pour commencer son activité.
En 1987, ERMO fait l’acquisition de Techmo 61, un mouliste d’Alençon. Cela sera suivi en 1992 du lancement de Free Industrie : centre d’essais intégré. ERMO sera le premier mouliste français à recevoir la certification ISO 9002.
Introduit à la bourse de Paris en 1998, ERMO lancera consécutivement deux filiales : Molds High Tech en France et Ermosoga en Pologne et va également acquérir le français Moulindustrie en 2004. Ensuite, le groupe s’internationalise et créer ERMO North America en 2005. Des partenariats seront également établis avec Exacad au Canada et « société nouvelle Caulonque » en France. ERMO a obtenu en 2007 la certification « ISO 9001 :2000 » et en 2011 la « ISO 13485 :2003 ».
Le retrait obligatoire sur les actions Ermo est intervenu le 18 juillet 2014, au prix de 13,56 euros par action, portant sur 26.077 actions
A l'issue de l'offre publique d'achat simplifiée initiée par la société INglass Spa, elle détient, directement et par l'intermédiaire d'Aurca qu'elle contrôle 98,55% du capital